# Antigua Prisión Provincial de Málaga
El edificio de la antigua Prisión Provincial de Málaga se encuentra en la Avenida de José Ortega y Gasset del barrio de Cruz del Humilladero, en el distrito homónimo de la ciudad española de Málaga.

## Historia
El responsable del proyecto fue el arquitecto de la Dirección General de Prisiones, Vicente Agustí Elguero. La prisión fue inaugurada el 13 de octubre de 1933, ocupando una superficie de 14 000 m² con una superficie total construida de 9 985 m² y sirvió como lugar de encarcelamiento durante siete décadas.
La prisión se caracterizó por la dura represión que dio a los presos republicanos tras la Batalla de Málaga (1937) y por albergar una de las mayores concentraciones de represaliados tras la Guerra civil española, que representaron la resistencia de la ciudad. Entre sus reos se encontraba el novelista Arthur Koelster, que fue encarcelado en Málaga antes de su traslado a Sevilla y cuyas experiencias plasmó en su libro Diálogo con la Muerte. Testamento español (1937).
La organización de los presos estuvo tan definida que el 1 de mayo de 1946, 26 prisioneros se escaparon del centro penitenciario, liderados por Ramón Vías Fernández.
Entre los sucesos importantes destaca en 1985 un motín que acabó con la muerte de un policía, mientras que el 15 de febrero de 1991 se produjo la explosión de un coche-bomba a las seis de la mañana de la organización terrorista ETA que hirió a siete personas, originando importantes daños tanto al edificio de la prisión como a las viviendas, comercios colindantes y un centro escolar cercano. 
Tras la inauguración de la nueva Prisión Provincial de Málaga en Alhaurín de la Torre el 2 de diciembre de 1991, se convirtió en un centro de internamiento de tercer grado, siendo clausurada definitivamente el 17 de agosto de 2009.
La parcela y el edificio fue permutado el 20 de julio de 2012 por la Sociedad Estatal de Infraestructuras y Equipamientos Penitenciarios (SIEP) al Ayuntamiento de Málaga, a cambio de la titularidad de la finca del Polígono Guadalhorce donde se encuentra en funcionamiento el Centro de Inserción Social dependiente del SIEP.
El 10 de noviembre de 2014 fue reconocido como Lugar de Memoria Histórica de Andalucía.

## Recuperación
En 2014, se inició un proyecto, llamado Jailhouse y presupuestado en 6,1 millones de euros, liderado por el Ayuntamiento de Málaga para convertir la cárcel en un centro cultural para jóvenes creadores, con la colaboración de diversos entes culturales malagueños y nacionales. El proyecto se presentó a la Unión Europea para su inclusión en los Fondos Feder, sin embargo finalmente fue rechazado en noviembre de 2016, quedando el espacio sin nuevas ideas para su uso.
En 2019, se activó el denominado proyecto Distrito 6 que pretende su recuperación como espacio cultural. En noviembre de 2020 se adjudicaron los primeros trabajos en los que se incluyen la limpieza de vegetación existente, estabilidad de carpinterías, limpieza del interior y de las cubiertas, así como la demolición de los falsos techos y otros objetos caídos. La restauración se irá realizando en distintas fases, teniendo la primera un coste de 12 millones de euros, cuya apertura se prevé en 2022; mientras que el proyecto al completo tendrá su finalización en 2025 con un presupuesto total de 24 millones de euros.

## Rodajes
- 321 días en Michigan, película début del director Enrique García, realizada en 2013.[8]
- El documental El señor de la droga: La leyenda del Chapo en 2014.[8]
- El documental Libertad negra en 2016.[9]
- Black Mirror, capítulo 6 "Black Museum" de la cuarta temporada. Rodaje en junio de 2017.[10]
- The Cartel, película dirigida por Ridley Scott y protagonizada por Leonardo DiCaprio.[11] Rodaje previsto para 2017, finalmente cancelado.[9]
- Entre dos aguas, película dirigida por Isaki Lacuesta, realizada en 2018.[9]
- La serie Allí abajo en 2018.[9]
- La serie de Netflix Warrior Nun en su primera temporada en 2018.[9]